# Monti della Laga
A Monti della Laga az olaszországi Appenninek egyik hegyvonulata Abruzzo, Lazio és Marche régiók határán. Területe a Gran Sasso - Monti della Laga Nemzeti Parkhoz tartozik.

## Földrajzi jellemzői
A hegyvonulatot a Vomano folyó völgye választja el a Gran Sasso d’Italia vonulatától. Domborzata változatos: Marche területén sziklás, Lazio területén számos szurdokvölgy tagolja, míg az Abruzzo régióra eső részét alacsony dombok és völgyek alkotják. Legmagasabb csúcsa a Monte Gorzano (2458 m). További magas csúcsai a Cima Lepri (2445 m), Pizzo di Sevo (2419 m), Pizzo di Moscio (2411 m). Geológiai felépítésében eltér az Appenninek mészköves, dolomitos felépítésétől, hiszen jóval több homokköves réteg alkotja. 

## Élővilága
A hegység területén kiterjedt erdőségek találhatók. Jellegzetes növények: bükkfélék, simafenyő, tölgy, vadgesztenye, juhar, hársfa, kőris, szilfélék, magyalfélék. Ritkán előfordulnak nyírek és orchideafélék.
Állatvilágának jellegzetes képviselői az appennin farkas, barna medve, őz, borz.